# ويجان
ويجّان هي قرية أمازيغية مغربية وجماعة قروية وسط غربي المغرب. تنتمي ويجّان لإقليم تيزنيت على الساحل الأطلسي. تضم هذه الجماعة القروية 6.472 نسمة
تشتهر المنطقة بجودة زيت الزيتون بتوفيرها على واحة (تركا) كما تشتهر بمنبع المياه (اغبالو) بدوار أكادير ويجان كما تعتبر المدرسة العتيقة مهد للعلم و المعرفة لعدد من الطلاب في المنطقة (إحصاء رسمي 2004).